# Gory (Mali)
Gory è un comune rurale del Mali facente parte del circondario di Yélimané, nella regione di Kayes.
Il comune è composto da 10 nuclei abitati:
- Biladjimi
- Chiguégué
- Darsalam
- Foungou
- Gory
- Gory Banda
- Mongoro
- Sabouciré
- Sambancanou
- Takoutallah